# 凱旋瑞田駅
凱旋瑞田駅（がいせんずいでんえき）は台湾高雄市前鎮区瑞竹里にある高雄捷運環状軽軌の駅。駅番号はC2。凱旋四路と瑞田街の交差点に位置する。

## 駅構造
相対式ホーム2面2線。
| 地上                                       |                                                 |
| 凱旋四路（西行き）                         |                                                 |
| 歩道                                       |                                                 |
| 相対式ホーム、右側のドアが開く。簡易改札機 |                                                 |
| 下り                                       | ←■環状軽軌 哈瑪星・鼓山区公所方面（前鎮之星駅） |
| 下り                                       | →■環状軽軌 籬仔内・凱旋公園方面（籬仔内駅）→    |
| 相対式ホーム、右側のドアが開く。簡易改札機 |                                                 |
| 歩道                                       |                                                 |
| 凱旋四路（東行き）                         |                                                 |

## 歴史
計画時の仮称は近隣のレジャー施設に由来した「布魯楽谷駅」だったが、2010年に閉鎖されたため、ショッピングモールに由来する「金銀島駅」に変更された。
- 2015年
  - 3月29日 - 駅名が「凱旋瑞田駅」に決定[1][註 1]。
  - 10月16日 - 環状軽軌第一段階区間のうち籬仔内－凱旋中華がプレ開業。ただし当駅含め始発駅の籬仔内以外では運転停車のみで客扱いはなかった[2][3][4]。
  - 12月24日 - 当駅での客扱いを開始し、どの駅でも乗降が可能になった[5]。

## 駅周辺
- 瑞祥高中（中国語版）
- 瑞祥國中站
- 凱旋観光夜市（中国語版）
- 金鑽観光夜市（中国語版）
- 高雄凱旋世貿展覽中心
- 高雄富野大飯店（Hoya Resort Hotel）

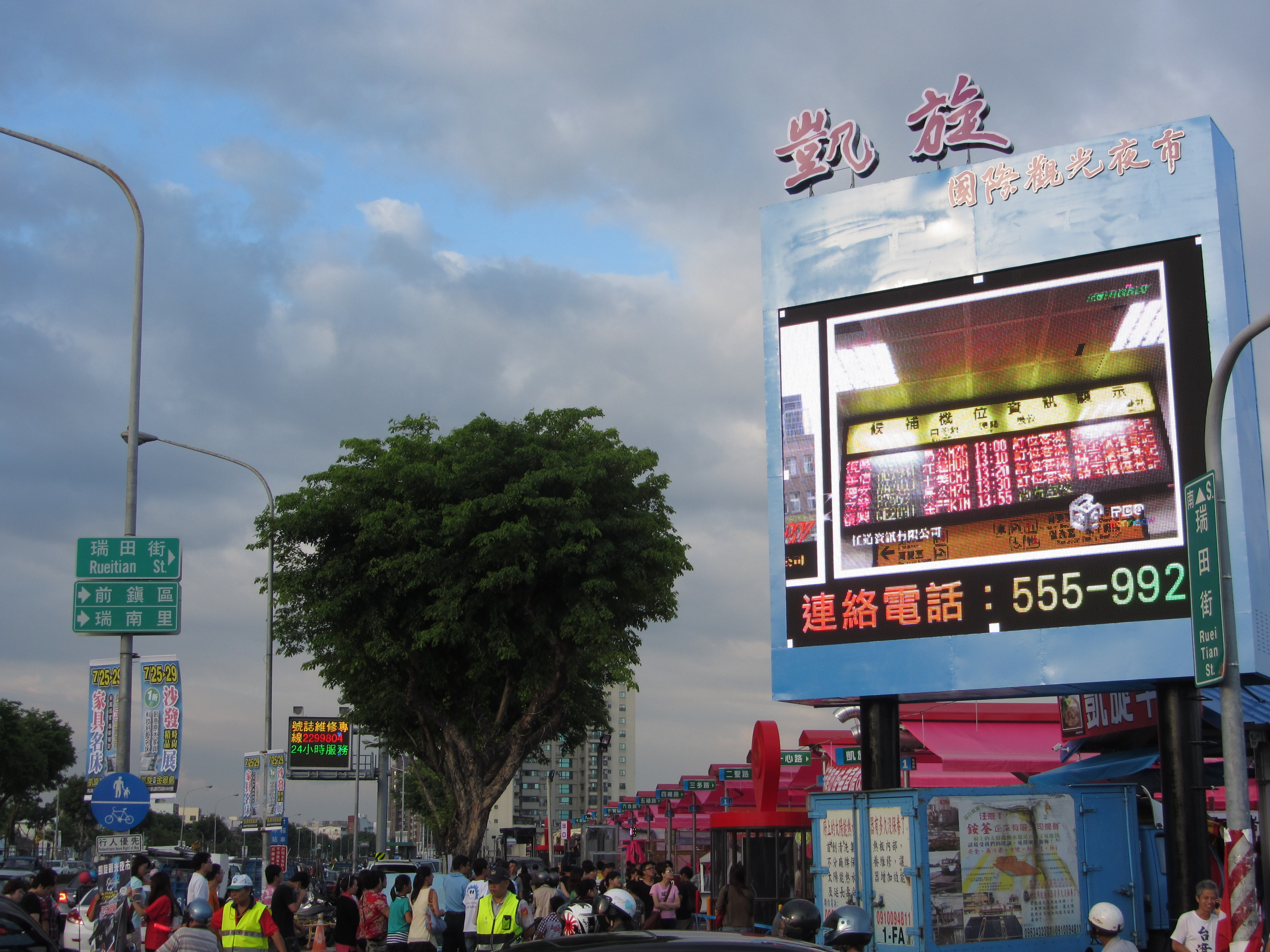
凱旋夜市
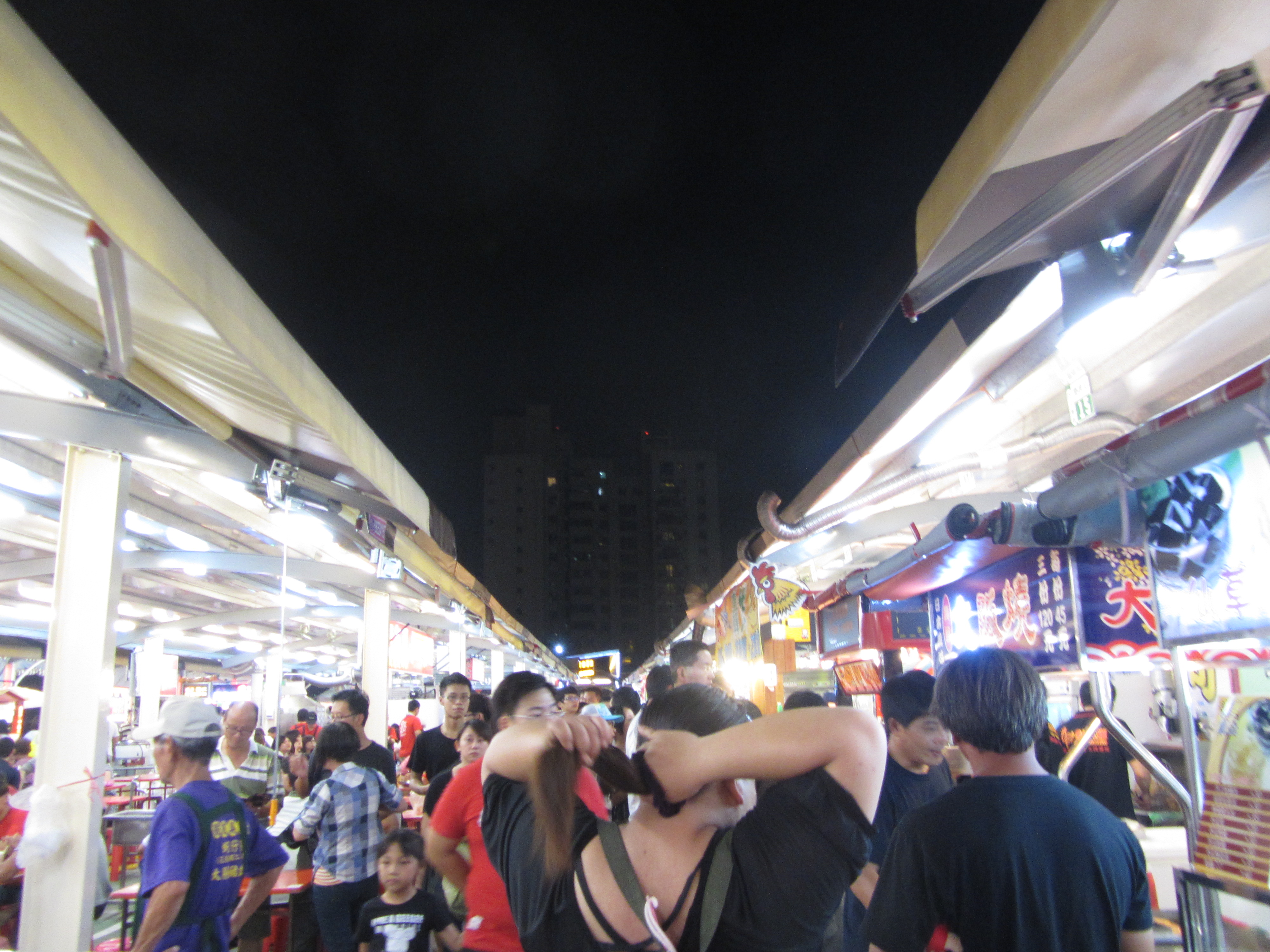
金鑽観光夜市
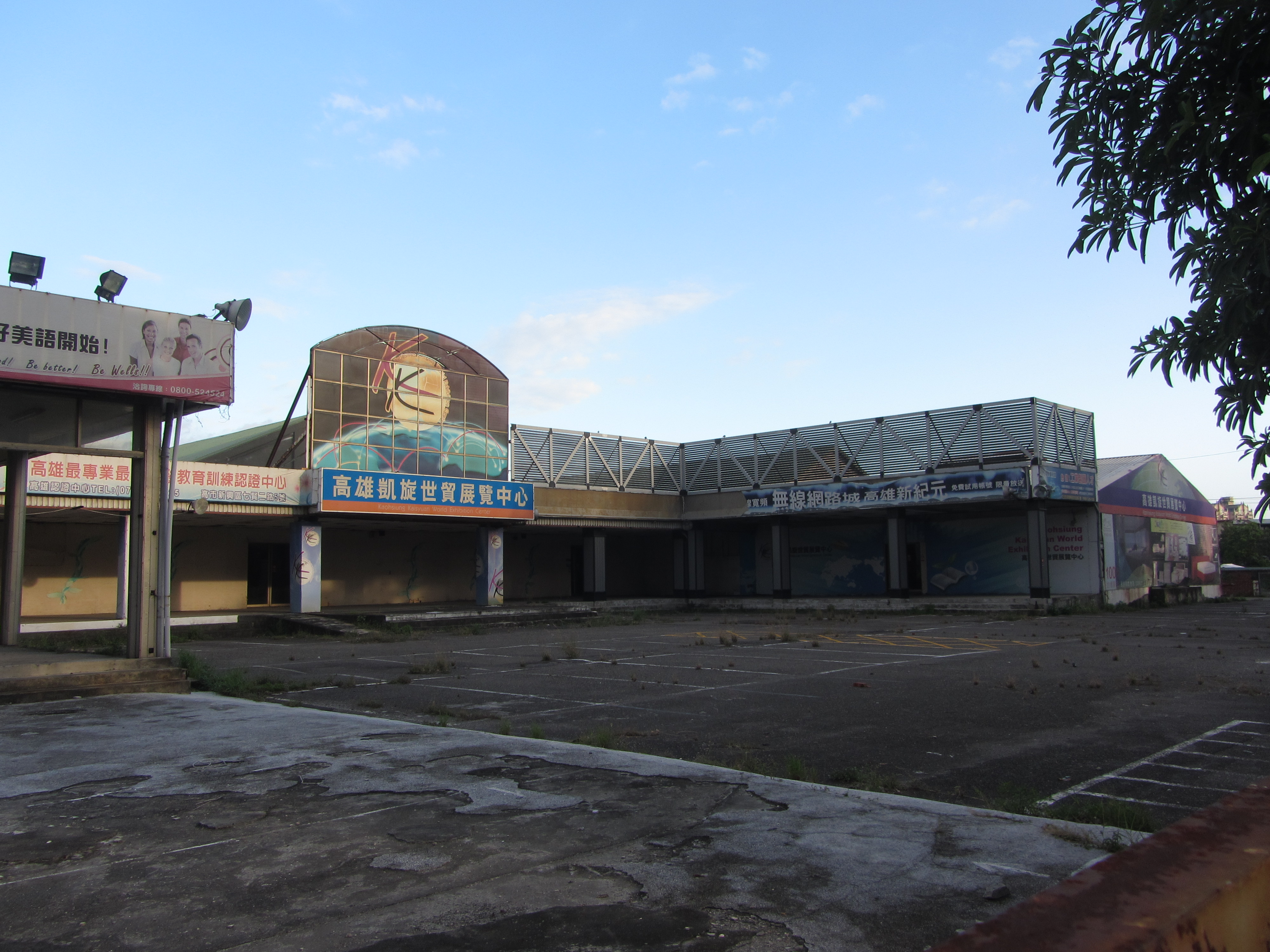
高雄凱旋世貿
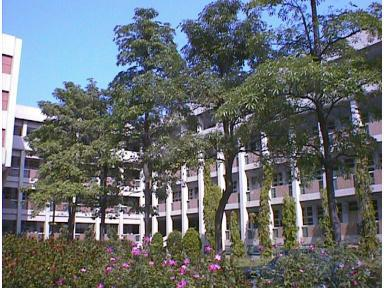
瑞祥高中

## バス
高雄市公車
| 系統                       | 事業者      | 区間                   | 備考     |
| -------------------------- | ----------- | ---------------------- | -------- |
| 25路                       | 統聯客運    | 瑞豊站－歴史博物館     | 二段運賃 |
| 37路                       | 統聯客運    | 前鎮站－育英医専       |          |
| 環状幹線/環東幹線（168東） | zh:漢程客運 | 金獅湖站－金獅湖站     | 二段運賃 |
| 環状幹線/環西幹線（168西） | 漢程客運    | 金獅湖站－金獅湖站     | 二段運賃 |
| 紅12路/紅12A               | zh:東南客運 | 瑞豊站－前鎮站         |          |
| 紅12路/紅12B               | 東南客運    | 瑞豊站－高雄加工出口区 |          |

## 隣の駅
高雄捷運
■環状軽軌
籬仔内駅 C1 - 凱旋瑞田駅 C2 - 前鎮之星駅 C3